# Oxytropis chorgossica
Oxytropis chorgossica là một loài thực vật có hoa trong họ Đậu. Loài này được Vassilcz. miêu tả khoa học đầu tiên.